# Løgtingswahl 1970
- Republikaner: 6
- Sozialdemokraten: 7
- Selbstverwaltung: 1
- Unionisten: 6
- Christdemokraten: 1
- Volkspartei: 5

Die Løgtingswahl 1970 auf den Färöern fand am 7. November 1970 statt.
Es war die 6. Wahl seit Erlangung der inneren Selbstverwaltung (heimastýri) im Jahr 1948.
Größter Gewinner war der Tjóðveldisflokkurin, der einen Sitz dazu bekam. Größte Verlierer waren Sambandsflokkurin und Fólkaflokkurin, wobei jedoch lediglich der Fólkaflokkurin einen Sitz verlor.
Der Javnaðarflokkurin blieb mit 7 von 26 Sitzen im Parlament die stärkste Partei
und konnte mit Atli Dam an der Spitze einen Regierungswechsel herbeiführen.
der die bisherige Regierung des Ministerpräsidenten Kristian Djurhuus vom Sambandsflokkurin durch die Koalitionsregierung Atli Dam I ablöste.

## Ergebnisse der Løgtingswahl vom 7. November 1970
An der Wahl beteiligten sich sechs Parteien.
| Partei                   | Stimmen | Prozent | Sitze |  |
| ------------------------ | ------- | ------- | ----- |  |
| C – Javnaðarflokkurin    | 4.916   | 27.2    | 7     |  |
| E – Tjóðveldisflokkurin  | 3.963   | 21.9    | 6     |  |
| B – Sambandsflokkurin    | 3.921   | 21.7    | 6     |  |
| A – Fólkaflokkurin       | 3.617   | 20.0    | 5     |  |
| D – Sjálvstýrisflokkurin | 1.010   | 5,6     | 1     |  |
| F – Framburðsflokkurin   | 637     | 3,5     | 1     |  |
| Gesamt                   | 18.064  | 100     | 26    |  |